# Eucurtiopsis ashei
Eucurtiopsis ashei är en skalbaggsart som beskrevs av Alexey K. Tishechkin och Michael S. Caterino 2007. Eucurtiopsis ashei ingår i släktet Eucurtiopsis och familjen stumpbaggar. Inga underarter finns listade i Catalogue of Life.